# Пинчук, Дмитрий Юрьевич
Дмитрий Юрьевич Пинчук (Pinchuk Dmitrij, род. 21 января 1957, Ленинград, СССР) — доктор медицинских наук (1997), профессор (2007), заслуженный врач Российской Федерации (2017), лауреат премии им. А. Н. Косыгина (2009), член редакционного совета журнала «Polish annals of medicine» (Польша, 2007), специалист в области клинической нейрофизиологии и реабилитационной медицины с 30-летним опытом в сфере клинического использования методик нейромодуляции и нейростимуляции ЦНС и практического применения биологической обратной связи (БОС, англ. biofeedback).

Впервые разработал и применил в широкой клинической практике у детей методики транскраниальных микрополяризаций головного мозга (ТКМП, англ. transcranial direct current stimulation).
Пинчук Д. Ю. является пионером (с 1987 г.) практического применения методик ТКМП (tDCS) в клинической практике. Первые данные по применению ТКМП в педиатрической практике были обобщены в докторской диссертации Пинчука Д. Ю. уже в 1997 году.
В настоящее время является единственным в мире специалистом, имеющим личный опыт применения данной методики, превышающий более чем 2000 случаев при 20 различных нозологиях.
Научный руководитель «Центра исследований мозга человека» (Спб), автор и соавтор более 140 научных работ, в том числе 6 монографий, 5 глав в фундаментальном 4-томном руководстве для врачей «Травматология и ортопедия», ряда методических рекомендаций для врачей, 10 патентов и свидетельств на изобретение методов лечения и диагностики.

## Биография
В 1974 году поступил в Ленинградский санитарно-гигиенический медицинский институт (ныне Санкт-Петербургская государственная медицинская академия имени И. И. Мечникова).
После окончания ЛСГМИ (ныне СПбГМА им. Мечникова) в 1980 году и до 1982 года работал врачом в детском ортопедическом санатории «Огонёк» (Ленинград, Стрельна).
В 1982 году поступил и в 1984 году закончил клиническую ординатуру при НИИ экспериментальной медицины АМН СССР (ныне Институт экспериментальной медицины) по специальности «клиническая физиология».
В 1984 году поступил, а в 1987 году после досрочной защиты кандидатской диссертации на тему: «Физиологический анализ коррекции двигательных расстройств приёмами функционального биоуправления при тяжёлых формах детского церебрального паралича» окончил аспирантуру при НИИ экспериментальной медицины АМН СССР.
С 1987 по 1989 годы младший, а с 1989 по 1995 годы старший научный сотрудник Физиологического отдела им. И. П. Павлова НИИЭМ АМН СССР (с 2014 ФГБНУ «ИЭМ»). С 1987 по 1995 годы возглавлял клиническую группу лаборатории нейроонтогенеза ФГБНУ «ИЭМ» сначала на отделении восстановительного лечения при детской поликлинике N39 Московского района г. Ленинграда, впоследствии, после преобразования отделения в Городской лечебно-научный центр восстановительного лечения, на базе центра.
С 1995 по 2017 годы работал врачом функциональной диагностики отделения функциональной диагностики и функциональных методов лечения (ФД и ФМЛ) в Городском центре восстановительного лечения детей с психоневрологическими нарушениями (СПБ ГКУЗ ГЦВЛДПН).
В 1997 году защитил диссертацию на соискание учёной степени доктора медицинских наук по специальностям «педиатрии» и «нервные болезни» на тему: «Клинико-физиологическое исследование направленных транскраниальных микрополяризаций у детей с дизонтогенетической патологией ЦНС».
С 2002 по 2008 годы являлся профессором кафедры детской травматологии и ортопедии Санкт-Петербургской медицинской академии последипломного образования (ГОУ ДПО СПбМАПО), преподавал курс «Функциональная диагностика и современные методы функционального лечения в детской ортопедии и травматологии».
В 2007 году приказом Федеральной службы по надзору в сфере образования и науки присвоено учёное звание — «профессор», с того же года является иностранным членом редакционной коллегии журнала «Polish Annals of Medicine».
С 2011 по 2014 годы главный врач швейцарского оздоровительного центра «Neurolife» (Лозанна, Швейцария).
С 2011 года по настоящее время является главным врачом европейского медицинского центра «AVA-med» (Европа, Россия, страны Средней Азии).
В 2017 году Указом Президента Российской Федерации присвоено почётное звание «Заслуженный врач Российской Федерации».

### Семья
Женат.
Имеет двух дочерей Пинчук Ольга Дмитриевна — врач, кандидат медицинских наук и Пинчук Дарья Дмитриевна — журналист.

## Научно-практическая деятельность
Основные направления научных исследований Д. Ю. Пинчука посвящены:
- Исследованию и разработке новых лечебно-диагностических методик реабилитации двигательных расстройств (системы БОС, направленные транскраниальные и трансспинальные воздействия).
- Электроэнцефалографической диагностике с использованием оригинальных методик 3-мерной локализации эквивалентных дипольных источников.
- Исследованию этиопатогенеза идиопатического сколиоза, методов его профилактики лечения.

## Награды и премии
- Заслуженный врач Российской Федерации (2017)[14]
- Лауреат Премии им. А. Н. Косыгина (2009)[1]
- Значок «Отличник здравоохранения» (2008)
- Благодарность Министра Здравоохранения Российской Федерации (2003)
- Благодарность законодательного собрания Санкт-Петербурга (2000)

## Избранные работы
1. Богданов О. В., Мовсисянц С. А., Пинчук Д. Ю., Михайленок Е. Л., Варман Б.Г Восстановление двигательных нарушений приемами функционального биоуправления. //Методические рекомендации МЗ СССР. М.,- 1988 — 32 с.
2. Богданов О. В., Пинчук Д. Ю., Писарькова Е. В., Сирбиладзе К. Т., Шелякин А. М. Применение метода транскраниальной микрополяризации для снижения выраженности гиперкинезов у больных с ДЦП. // Журнал неврологии и психиатрии имени С. С. Корсакова 1993— Т.93, № 5 — С. 43-45[15]
3. Богданов О. В., Пинчук Д. Ю., Михайленок Е. Л. Эффективность различных форм сигналов обратной связи в ходе лечебных сеансов ФБУ. // Журн. Физиология человека — 1990 — Т. 16, № 1 — С. 13-17[16]
4. Пинчук Д. Ю., Дудин М. Г. Биологическая обратная связь по электромиограмме в неврологии и ортопедии. Справочное руководство. // Изд-во «Человек», СПб, 2002, 120 с.[17]
5. Пинчук Д. Ю. Транскраниальные микрополяризации головного мозга. Клиника, физиология. 20-летний опыт клинического применения. // Из-во «Человек», СПб, 2007—496 с.[18]
6. Пинчук Д. Ю., Дудин М. Г. Центральная нервная система и идиопатический сколиоз. // Изд-во «Человек», СПб, 2011—320 с.[19]
7. Пинчук Д. Ю., Бронников В. А., Кравцов Ю. И. Детский церебральный спастический паралич. // Изд-во «Человек», СПб, 2014—420 с.[20]
8. Bogdanov O.V., Pinchuk D.Yu., Pisar’kova et al. The use of method of trascranial micropolarization to decrease the severity hyperkineses in patients with infantile cerebral palsy Архивная копия от 25 марта 2017 на Wayback Machine Архивная копия от 25 марта 2017 на Wayback Machine[20]. // J. Neuroscience & behavioral physiology — 1994 — V.24, N. 5 — P. 442—445.
9. Pinchuk D., Katisheva M., Sidorenko G., Yurieva R. Investigation of brain plasticity in children with minimal brain disfunctions during directed transcranial stimulations // 10-th World congress of International Association for the scientific study of intellectual disabilities. — Helsinki , Finland- 1996 — P. 136
10. Pinchuk DIu, Sidorenko GV, Katysheva MV et al. Transcranial micropolarization[4] in restorative therapy of spastic forms of infantile cerebral palsy[20]. // Zh Nevrol Psikhiatr Im S S Korsakova. 2001;101(7):58-9. PMID 11523398.
11. Typical and atypical AIS. Pathogenesis. Dudin M, Pinchuk D. Stud Health Technol Inform. 2012;176:139-45. PMID 22744477.
12. Pinchuk D., Vasserman M., Sirbiladze K., Pinchuk O. Changes of electrophysiological parameters and neuropsychological characteristics in children with psychic development disorders after transcranial direct current stimulation (tDCS) // Polish Annals of Medicine , 2012 (19), 9-14
13. Pinchuk D., Pinchuk O., Sirbiladze K., Shugar O. Clinical effectiveness of primary and secondary headache treatment by transcranial direct current stimulation// Frontiers in Neurology-2013-4:25. doi:10.3389/fneur.2013.00025.
14. Pinchuk D.Y., Wasserman M.V., Wasserman E.L., Sirbiladze K.T., Kartashev N.K. Effect of transcranial direct current stimulation on dichotic listening test results in children with disorders of psychological development. // Polish Annals of Medicine, 2015, Vol.22. P. 67-73.